# Panhard & Levassor 7CV e 8CV
Le sigle 7CV e 8CV indicano due famiglie di autovetture che costituivano la base della gamma della Casa automobilistica francese Panhard & Levassor nel periodo compreso tra il 1902 e il 1912.

## Storia e profilo
In effetti, con queste sigle non vengono indicati semplicemente due modelli di autovetture, ma una vera e propria famiglia, costituita da due piccole "sottofamiglie", le quali rappresentano la fascia bassa di una gamma che già alla fine dell'Ottocento aveva cominciato a diversificarsi in maniera decisa in più segmenti commerciali. Tale fascia bassa della gamma Panhard & Levassor trovava le sue radici nei modelli A1 e A2, in commercio fin dal 1895 e tolti di produzione proprio nel 1902, in occasione del lancio della nuova gamma, la quale resterà nei listini Panhard & Levassor, con tutte le variazioni del caso, fino al 1912.
Il primo modello a far parte di questa gamma era la 7CV Légère Type A (da non confondere con la primissima Panhard & Levassor Type A del 1891), introdotta nell'aprile 1902 ed equipaggiata con un bicilindrico Centaure da 1648 cm³ di cilindrata. Tale propulsore era in grado di farle raggiungere la velocità massima di 40 km/h. La Type A venne tra l'altro proposta anche con un motore di cilindrata inferiore, pari a 1201 cm3, ma con potenza fiscale di 5 CV, pertanto non viene trattata in questa sede. Il mese successivo al lancio della Type A, la gamma delle 7CV venne ampliata con l'arrivo della 7CV Type D, che differiva fra l'altro dalla Type A Légère per il fatto di montare un cambio a 4 marce in luogo di quello a 3 marce previsto per la Légère. La Type D era equipaggiata con lo stesso motore della Type A Légère.
L'anno successivo al lancio, anche la 7CV Type D divenne Légère e mentre la 7CV Type A si apprestò a uscire dal listino, venne introdotta nel mercato la 7CV Type N, meccanicamente molto simile al modello uscente, ma anch'essa dotata di un cambio a 4 marce, anche se differente da quello della Type D. Alla fine del 1903, contemporaneamente all'arrivo della Type N, vi fu anche il lancio della 8CV Type P, presentata al Salone di Parigi tenutosi nel mese di dicembre e che inaugurò il primo dei nuovi motori Centaure allégé, un tricilindrico da 1801 cm3 in grado di spingere la vettura a 45 km/h di velocità massima. Grazie anche a un prezzo di 9.000 franchi, quindi piuttosto competitivo, la Type P riscosse un buon successo di vendite, anche all'estero, basti pensare che il Regno Unito divenne uno dei mercati di riferimento per questo modello. Solo nel 1904, la metà della produzione di Type P venne esportata oltremanica.
Alla fine del 1905 i due modelli della serie 7CV scomparvero dal catalogo della casa di avenue d'Ivry e la Type P andò a costituire la base della gamma Panhard & Levassor, spinta da risultati di vendita incoraggianti, ma che tuttavia stavando andando sempre più scemando nella seconda metà degli anni '900. Per questo, nel 1909 venne introdotto un nuovo modello, sempre appartenente alla categoria delle vetture da 8 cavalli fiscali. Questo nuovo modello venne introdotto nell'agosto del 1909 con la sigla di Type X2. Con l'arrivo di questo nuovo modello, la casa francese volle riempire lo spazio vuoto creatosi ormai da alcuni anni un gradino sotto la Type P e ripropose una vettura spinta nuovamenta da un motore bicilindrico da 1201 cm3, accoppiato nuovamente a un cambio manuale a 3 marce. La vera novità rispetto al passato stava nella trasmissione a cardano in luogo di quella a catena, comunque ancora ampiamente utilizzata in gran parte della gmma automobilistica presente a catalogo in quello stesso 1909. Nel giro di pochi mesi, però, la Type X2 cambiò denominazione e divenne Type X6, portando con sé un'altra novità, rappresentata dal differenziale.
Nel 1910 la Type P uscì di listino e stavolta toccò alla Type X6 andare a costituire il modello di accesso alla gamma. la sua produzione proseguì a quel punto senza più novità di sorta, fino al mese di luglio del 1912, quando uscì definitivamente dal listino.

### Tabella riepilogativa[5]
| Panhard & Levassor 7CV e 8CV (1902-12) |                 |        |            |                            |              |                    |                    |
| Modello                                | Potenza fiscale | Motore | Cilindrata | Cambio/ N°rapporti         | Velocità max | Anni di produzione | Esemplari prodotti |
| Type X2                                | 8CV             | U2E    | 1201       | Type JD, manuale a 3 marce | 35           | 01/1909-08/1909    | 57                 |
| Type X6                                | 8CV             | U2E    | 1201       | Type JD, manuale a 3 marce | 35           | 08/1909-07/1912    | 191                |
| Type A Légère                          | 7CV             | O2R    | 1648       | Type KA, manuale a 3 marce | 40           | 04/1902-11/1903    | 415                |
| Type D                                 | 7CV             | O2R    | 1648       | Type KB, manuale a 4 marce | 40           | 05/1902-12/1905    | 21                 |
| Type N                                 | 7CV             | O2R    | 1648       | Type KD, manuale a 4 marce | 40           | 05/1903-12/1905    | 147                |
| Type P                                 | 8CV             | S3E    | 1801       | Type KG, manuale a 4 marce | 45           | 12/1903-01/1910    | 749                |